# Улуло
Улуло (от латински ululo), е дълъг, трептящ, висок вокален звук, наподобяващ вой/ридание с трелиращо качество. Той се възпроизвежда на висок глас, придружен с бързо движение напред и назад на езика и мъжеца.

## Етимология
Улуло произлиза от латинската дума ululo, на ирландски uileliugh („вой на оплакване“), на литовски uluti („вой“), на санскрит उलूलि (ulūli, „виещ, плачещ на глас“), на древногръцки ὀλολύζω („плач на глас“), и на староанглийски ule (от където произлиза английската дума owl – сова).
Увулит (uvulitis) е латинското название на мъжеца, който участва при изпълнението на воя.

## Улуло в различните държави
Улуло воят се практикува или самостоятелно, или като част от определени стилове на пеене, по различни поводи от общи ритуални събития (като сватби), използвани за изразяване на силна емоция.
Улуло воят се практикува в Северна Африка, средния Изток и Централна и Южна Азия, включително Тамил Наду, Керала, Бенгалия, Одиша и Асам в Индия и Шри Ланка. Практикува се и на няколко места в Европа, като Кипър, и сред диаспорната общност, произхождаща от тези области. Улуло воят се среща и сред евреите Мизрахи при всички радостни случаи, като например при откриването на свитък от Тора, обрязване, общи тържества, сватби, бар-мицва тържества и най-вече на празненства с къна. Културната практика се е разпространила и върху други евреи, особено там, където се събират членове на различни еврейски етнически общности, и също се среща сред американските евреи. Записи на различни стилове на улуло обикновено се срещат в музиката на изпълнители, изпълняващи стилове на Мизрахи. В Мароко е известен като „barwalá“ или „youyou“.